# Minúscula 28
Minúscula 28 (en la numeración Gregory-Aland), ε 168 (Soden), antiguamente conocido como Codex Colbertinus 4705, es un manuscrito griego en minúsculas del Nuevo Testamento escrito en vitela. Es datado paleográficamente en el siglo XI. Tiene marginalia y lagunas.

## Descripción
El códice contiene el texto de los cuatro Evangelios en 292 hojas de pergamino (23.1 cm por 18.7 cm), con numerosas lagunas. El texto está escrito en una columna por página, 19 líneas por página.
Las palabras están escritas de forma continua sin ninguna separación. Las letras están «escritas descuidadamente por un escriba ignorante», «pero [el manuscrito] contiene muchas lecturas notables». Las letras iniciales están en color.
El texto de los Evangelios está dividido de acuerdo a los κεφαλαια (capítulos), cuyos números se colocan al margen del texto, y los τιτλοι (títulos) en la parte superior de las páginas. También hay otra división de acuerdo con las  Secciones Amonianas (en Marcos, 234 secciones; la última en 16:9), con referencias a los Cánones de Eusebio (añadidos por una mano posterior).
Contiene las tablas de los κεφαλαια (tablas de contenido) antes de cada Evangelio, pero son imprecisas, y suscripciones al final de cada Evangelio. Contiene también el Synaxarion.
El manuscrito fue ampliamente alterado por una mano posterior.
Tiene lagunas en Mateo 7:19-9:22, 14:33-16:10, 26:70-27:48; Lucas 20:19-22:46; Juan 12:40-13:1, 15:24-16:12, 18:16-28, 20:19-21:4, 21:19-25. Juan 19:11-20:20, 21:5-18 fue añadido por una mano posterior, en el siglo XV.

## Texto
El texto griego de este códice es representativo del tipo textual cesariano en el Evangelio de Marcos, y el tipo textual bizantino en los demás Evangelios. Aland lo colocó en la Categoría III, pero solamente en el Evangelio de Marcos; al resto de los Evangelios, Aland los colocó en la Categoría V.
Según el Perfil del Método de Claremont, representa a la familia textual Kx en Lucas 10 y Lucas 20. En Lucas 1 tiene una mezcla de familias bizantinas.
Contiene la perícopa de la adúltera (Juan 7:53-8:11).
En Mateo 10:34 tiene la lectura única μαχην και μαχαιραν (guerra y espada) en lugar de μαχαιραν.
En Marcos 9:49 lee πας γαρ πυρι αλισθησεται, como los manuscritos (א lee εν πυρι) B L W Δ f1 f13 565 700 ℓ 260 syrs copsa.
En Marcos 10:49 la frase μη αποστερησης es omitida (como en los códices B, K, W, Ψ, f1, f13, 700, 1010, 1079, 1242, 1546, 2148, ℓ 10, ℓ 950, ℓ 1642, ℓ 1761, syrs, arm, geo.
En Marcos 10:47 tiene la lectura única Ναζωρινός.

## Historia
Es datado por el INTF en el siglo XI.
Fue añadido a la lista de manuscritos del Nuevo Testamento por Johann Jakob Wettstein, quien le dio el número 28. Fue examinado y descrito por Mill, Wettstein, Scholz, y Paulin Martin. C. R. Gregory vio el manuscrito en 1885.
Se encuentra actualmente en la Bibliothèque nationale de France (Gr. 379) en París.

## Lectura adicional
- Jean-Pierre-Paul Martin (1883). Description technique des manuscrits grecs relatifs au Nouveau Testament, conservés dans les bibliothèques de Paris. París.
- Streeter, Burnett Hillman (1924). The Four Gospels: A Study of Origins. MacMillan. (requiere registro).
- Lake, Kirsopp; Lake, Silva (1941). «Family 13 (The Ferrar Group): The Text According to Mark». Studies & Documents (11).